# Eledone gaucha
Espèce
Eledone gaucha est une espèce de céphalopodes octopodes qui se rencontre le long des côtes du Sud du Brésil.

## Systématique
L'espèce Eledone gaucha a été décrite en 1988 par le zoologiste brésilien Manuel Haimovici (d).

## Distribution et habitat
Eledone gaucha se rencontre le long des côtes du Sud du Brésil, entre Cavo Frio et Chui, et n’a pour l'instant pas été mentionnée plus au sud.
Cette espèce vit à des profondeurs modérées sur des sols boueux ou sablonneux. Lors de la période de reproduction, les individus se déplacent vers des sols rocailleux qui surplombent des pentes douces. Cet habitat est commun avec Eledone massyae.

## Description
Eledone gaucha possède un manteau ferme et peu épais, de forme ovoïde et allongé, qui est séparé de la tête par un petit étranglement. La surface du corps est lisse. Des papilles peuvent être retrouvées sur le manteau dorsal et sur la tête. La tête est plus étroite que le manteau et les yeux sont légèrement protubérants. Le siphon est long, en forme de W et libre au niveau de sa moitié antérieure. Les bras sont longs et fins. Les bras dorsaux sont notablement plus longs que les autres et les bras des mâles sont plus longs que les bras des femelles. Les ventouses sont petites, unisériées, bien séparées et ancrées profondément dans le bras. Chez les femelles, les ventouses sont regroupées au niveau du bout du bras. Sur la moitié basale du premier bras droit, le nombre de ventouses varie entre 17 et 23. Elle se distingue de Eledone massyae, une espèce similaire, par une plus petite taille (corps et tête) et la présence d'un manteau.
Les mâles possèdent des bras hétéromorphes ainsi que certains bras sans hectocotyle qui ont des ventouses modifiées en papilles ou en lames. Un bras possède un hectocotyle.
La couleur varie de brun à presque blanc dorsalement et reste toujours claire ventralement.
La taille des femelles varie de 14 à 55 mm et celle des mâles de 14 à 47 mm.
La source de nourriture principale d’Eledone gaucha est constituée de micro-crustacés tels que des amphipodes benthiques (notamment des Gammaridae et des Caprellidae), d’isopodes et de macro-crustacés tels que des décapodes des ordres des Brachyura et Anomura. L’espèce peut également se nourrir de polychètes, de poissons osseux et de mollusques.

## Reproduction
Les femelles deviennent sexuellement matures plus tardivement que les mâles. Toutefois, avant d'être matures, elles peuvent stocker le sperme dans des filaments se trouvant à l’apex des ovaires. Aucune saisonnalité dans l’accouplement n’a pu être observée. Il est également supposé que les cohortes d’individus se chevauchent durant l’année, chacune ayant un cycle de reproduction estimé comme étant infra-annuel.